# Шумпетер, Йозеф
Йо́зеф Алои́з Шумпе́тер (нем. Joseph Alois Schumpeter; 8 февраля 1883[…], Тршешть[…] — 8 января 1950[…], Солсбери, Коннектикут) — австрийский и американский экономист, политолог, социолог и историк экономической мысли. Популяризировал термины «созидательное разрушение» в экономической теории и «элитарная демократия» в политологии.
В 1986 году в честь заслуг учёного и для изучения его творчества было создано «Международное общество Йозефа Шумпетера»; в 2001 году в Берлине основан Институт Шумпетера. Часть личной библиотеки Шумпетера хранится в токийском университете Хитоцубаси (библиотека Шумпетера).
Крупнейший экономист рубежа XIX и ХХ столетий.

## Биография
Йозеф Шумпетер родился 8 февраля 1883 года в небольшом городке Тршешть в Моравии, которая на тот момент входила в состав Австро-Венгерской империи. Семья была немецкой, однако обе бабушки Йозефа Шумпетера, а также некоторые другие предки по женской линии имели чешское происхождение. Отец Йозефа, также Йозеф, владел небольшой фабрикой по производству тканей. Он умер, когда Шумпетеру было всего 4 года. В 1893 году он вместе с матерью Йоганной Шумпетер (в девичестве Грюнер) переезжает в Вену. Вскоре его мать вышла замуж за фельдмаршал-лейтенанта Зигмунда фон Келера, который был старше её на 33 года. Брак матери с высокопоставленным военным позволил Шумпетеру поступить в самую элитную школу Вены того времени Терезианум. Из Терезианума Шумпетер вынес прекрасное знание древнегреческого, латинского, французского, английского и итальянского языков, что в будущем ему сильно пригодилось.
По окончании школы он в 1901 году поступает на юридический факультет Венского университета. Среди его учителей были основоположники австрийской экономической школы Ф. фон Визер и О. фон Бём-Баверк. В 1906 году защищает диссертацию на звание доктора права.
После завершения Венского университета продолжает своё обучение в Берлине, где в частности слушает лекции Густава фон Шмоллера, а затем и в Лондоне. В 1907 году женится на англичанке Глэдис Сиверс (англ. Gladys Seavers). Брак оказался несчастливым, и в 1920 году Шумпетер развёлся. В 1907—1908 годах работает адвокатом в Каире.
В 1908 году в Лейпциге вышла его первая большая монография «Сущность и основное содержание теоретической национальной экономии». Книга встретила весьма прохладный приём, как со стороны немецких, так и австрийских экономистов. Среди двух научных школ того времени — исторической и австрийской — шла весьма напряжённая дискуссия, вошедшая в историю как «спор о методах». Её результатом стал запрет на государственном уровне представителям австрийской школы преподавать в университетах Германской империи. Работа Шумпетера содержала как описание теоретических достижений маржиналистов, которые отрицались исторической школой, так и математических приёмов в экономическом анализе, к которым скептически относились представители австрийской школы. В результате Шумпетер не смог получить место в Венском университете.
Вернувшись из Каира, он получил должность приват-доцента Венского университета, а затем в 1909 году — профессора политической экономии в университете Черновцов, которые входили в состав Австро-Венгерской империи. В 1911 году занял пост профессора политической экономии Грацского университета. Эту должность он получил лишь при помощи своего учителя президента академии наук и экс-министра финансов Бём-Баверка, несмотря на то, что факультет проголосовал против его кандидатуры.
В 1913—1914 годах работает по обмену в Колумбийском университете Нью-Йорка. В 1916 году участвует в подготовке к изданию научного журнала «Архив социальной науки и социальной политики» (нем. Archiv für Sozialwissenschaft und Sozialpolitik). В том же году избран деканом юридического факультета университета в Граце. С 1917-го и до самого окончания I мировой войны в 1918 году работает сотрудником комиссариата экономики военного времени (нем. Generalkommissariats für Kriegs- und Übergangswirtschaft).
С 15 марта по 17 октября 1919 года занимал пост министра финансов Австрии. На этом посту подписал декрет, в соответствии с которым долги, сделанные в довоенных кронах, могли быть законно выплачены равным количеством послевоенных крон, хотя их реальная покупная способность снизилась в 15000 раз. Согласно воспоминаниям нобелевского лауреата по экономике Ф. фон Хайека, «в Австрии после 1922 года имя „Шумпетер“ стало среди простых людей почти ругательством из-за следования принципу „крона есть крона“». В результате Шумпетер стал крайне непопулярным. После ухода с должности министра финансов он стал президентом одного из банков, который вначале процветал, но вскоре обанкротился.
В 1925 году женился во второй раз на Анне Жозефине Райзингер. Во втором браке Шумпетер также пробыл недолго. Его супруга скончалась через год после свадьбы. В третий раз Шумпетер женился на экономическом историке Элизабет Фируски в 1937 году.
Впоследствии занимал должности профессора Рейнского (Бонн, 1925—1932) и Гарвардского университетов (с 1932 года). В США труд учёного был высоко оценён. В различные годы он занимал посты президента эконометрического общества (1940—1941) и президента американской экономической ассоциации в 1948 году.

## Научные достижения
В центре внимания Й. Шумпетера находятся проблемы динамического развития рыночной системы, факторы, которые обеспечивают прогресс и экономический рост. Данный учёный впервые стал изучать экономическую динамику в противовес статическому анализу представителей неоклассического направления. Примечательно, что Шумпетер высказывался, что если бы он начинал свою карьеру заново, то предпочёл бы изучение экономической истории, а не статистики или теории.

### Нововведения, функция предпринимателя
Промышленные революции периодически изменяют существующую систему производства, вызывая постоянное стремление к нововведениям. Согласно Шумпетеру экономическая динамика основана на распространении нововведений в различных сферах хозяйственной жизни. Результатом инноваций является влияние на экономические процессы или непосредственно на продукцию.
Экономическое новаторство — функция индивидов, которых Шумпетер называет предпринимателями. Предприниматель — хозяйствующий субъект, функцией которого является непосредственно осуществление новых комбинаций и является активным элементом данного процесса. Экономическая функция предпринимателя не является постоянной, а выполняется лишь до тех пор, пока комбинация не станет рутинной. Предпринимательство не является профессией. Новаторскую функцию предпринимателя Шумпетер отделяет от функции капиталиста, так как предприниматель не обязательно обладает правом на имущество. Рискует капиталист, который предоставляет необходимые средства. Также предприниматель не является изобретателем. Он лишь реализует результаты их работы. Предпринимателей также следует отличать от менеджеров, которые не реализуют нововведения, а лишь выполняют рутинную работу.
Предпринимательство предполагает отход от обычного «движения по течению», требует творческого подхода и поэтому связана с особенностями личности предпринимателя. Шумпетер выделил специфическую мотивацию, которая требует не быстрейшего удовлетворения потребностей, а активной деятельности по созданию предприятия, победы над конкурентами, преодоление возникающих трудностей. Этого можно достичь на основании дара предвидения, сильной воли и развитой интуиции. Стремление к нововведениям, вера в собственные силы, умение рисковать, ощущение собственной независимости — черты личности, которые характеризуют предпринимателя и не зависят от классовой и социальной принадлежности. В то же время шумпетеровский предприниматель не обязательно долго взвешивает и сравнивает различные варианты при принятии решений.
Шумпетер считал, что предприниматель самой своей деятельностью обязан «реформировать или революционизировать производство, используя изобретения или, в более общем смысле, используя новые технологические решения для выпуска новых товаров или производства старых товаров новым способом, открывая новые источники сырья и материалов или новые рынки, реорганизуя отрасль и т. д.».

### Динамическая концепция экономического цикла
Динамическая концепция цикла, в которой цикличность рассматривается как закономерность экономического роста, признаёт движущей силой роста инвестирование в основной капитал, вызванное внедрением инноваций. Условия для реализации нововведений и привлечения дополнительных объёмов денежного капитала формирует кредит. Кроме построения собственной теории цикла, Шумпетер стал автором современной классификации экономических циклов, согласно которой выделяют «длинные волны» Кондратьева (до 55 лет), средние промышленные циклы Жюгляра (до 10 лет), малые (денежные) циклы Китчина длительностью 3—4 года.
В результате Шумпетер приходит к парадоксальному выводу, что всё то, что считалось дестабилизирующими факторами — монополии, экономические циклы, конкурентная борьба — в действительности представляет факторы ускорения прогресса. Учёный считал, что разрушительная конкуренция, борьба за сферы влияния, ограничительная деятельность фирм (реклама, патенты) не тормозят, а ускоряют долгосрочный процесс развития.
В своём учении Шумпетер отказывается от доминировавшей в экономике модели совершенной конкуренции, которая приводит к равновесию и уничтожает прибыль, в пользу динамического подхода. Определяющей гипотезой Шумпетера является утверждение, что предприниматель, для которого главным побудительным мотивом служит прибыль, представляет собой новатора. Заслуга учёного состоит в том, что он отверг господствовавшую ранее теорию рыночного равновесия Леона Вальраса, согласно которой предпринимательство не имело особого значения. «Предприниматель Шумпетера» сам создаёт условия для получения прибыли, изменяя процессы производства и реализации продукции, и таким образом обуславливает прогресс.
Именно Шумпетер оказался первым экономистом, который ввёл понятия «нововведение» и «инновация» и связал их с темпами экономического развития. На микроэкономическом уровне нововведения обеспечивают получение прибыли и реализуются благодаря активному участию в инновационном процессе. На макроэкономическом — влияют на общий экономический рост и лежат в основе понимания экономического роста.

### Созидательное разрушение
Одним из главных вопросов для Й. Шумпетера является то, каким образом капитализм способен постоянно удалять устаревшие элементы и обновлять экономические структуры. Исходным положением экономической системы является состояние равновесия. Источником развития служат внутренние процессы, новые комбинации производственных ресурсов, которые приводят к внедрению инноваций. Равновесие нарушается действиями предпринимателя-новатора. Для осуществления инноваций берутся кредиты у «старых» фирм и компаний. Инвестиции направляются в новые сферы с постепенным вовлечением всё новых участников. Накопление не является постоянным и непрерывным процессом. Наоборот, процесс роста согласно Шумпетеру возникает скачкообразно, так как он обусловлен техническими новинками и освоением новых инвестиционных проектов.
Сначала один или несколько предпринимателей используют новые формы и пути получения прибыли, со временем их пример начинают повторять другие. Й. Шумпетер считает, что успех одного привлекает других, в результате чего в экономике возникает процесс реорганизации, который и составляет суть любого роста. Прибыль является вознаграждением за нововведение, так как новые комбинации дают возможность снижать издержки производства. Прибыль получает тот, кто раньше других использует нововведение. Соответственно, прибыль является категорией, которая возникает и пропадает. При распространении нововведений издержки производства выравниваются, а получение прибыли усложняется. Для получения прибыли решающей становится не конкуренция цен или качества, а конкуренция новых продуктов, новых технологий, новых источников обеспечения и новых организационных форм.
Вследствие использования открытий, изобретений и новинок, система отдаляется от равновесного состояния, чтобы в дальнейшем вновь устремиться к равновесию на другом уровне технической базы. Старые продукты и предыдущие формы организации вытесняются, провоцируя процесс «творческого разрушения». Формируется новое состояние экономической системы, к которому приспосабливаются фирмы, а развитие экономики в целом приобретает циклический характер.

### Книга «Капитализм, социализм и демократия»
Тезис, который я постараюсь доказать, заключается в том, что капиталистическая система не погибает от экономического краха, но зато сам её успех подрывает защищающие её общественные институты и «неизбежно» создаст условия, в которых она не сможет выжить и уступит место социализму. Таким образом, мой конечный вывод не отличается от того, что пишут большинство социалистов и, в частности, все марксисты, хотя моя аргументация совсем не такая, как у них. Но из этого вовсе не следует, что я социалист. Мой прогноз не подразумевает, что я приветствую такое развитие событий. Если врач говорит, что больной умирает, это не значит, что он желает такого исхода. Можно ненавидеть социализм или, по крайней мере, относиться к нему с холодным критицизмом, но все же предвидеть его приход.
Книга состоит из пяти частей.

#### Часть первая. Марксистская доктрина
Посвящённая марксистской доктрине первая часть книги позднее вошла в книгу «Десять великих экономистов».
Шумпетер называет марксизм подделкой под религию, обещающей рай уже при жизни. Успех марксизма обусловлен тем, что в нём иррациональные чаяния тех, кому плохо жилось, облечены в одежду научного анализа в соответствии с рационалистическими тенденциями эпохи.

#### Часть вторая. Сможет ли капитализм выжить?
На вопрос «Сможет ли капитализм выжить?» Шумпетер даёт отрицательный ответ. Идею саморазрушения капитализма он аргументирует наличием тенденций, каждая из которых возникает за счёт успешного развития капиталистических взаимоотношений.
Капиталистическая система приводит к возникновению большого бизнеса. Однако он угрожает существованию частной инициативы, которая является неотъемлемой частью развития самой капиталистической системы. Формирование акционерных обществ уничтожает класс частных собственников, так как ни менеджеры, ни акционеры не являются истинными хозяевами предприятий. В то же время частная собственность на факторы производства является определяющим признаком капитализма. Более того, расслоение общества и исчезновение среднего класса, который «охраняет» капитализм, приводит к формированию атмосферы социальной напряжённости и появлению «радикальных интеллектуалов». Это в свою очередь закладывает основы для потенциальных конфликтов, которые могут быть разрешены либо путём революционных восстаний, либо постоянными уступками со стороны капитализма. Данный процесс со временем завершится формированием социалистического общества.
«Социалистическая организация общества неизбежно вырастает из такого же неизбежного процесса разложения общества капиталистического», — писал Шумпетер.

## Критика теории Маркса
Шумпетер был учеником одного из самых ярких критиков марксизма О. фон Бём-Баверка. Учение австрийской экономической школы характеризовалось резкими идеологическими противоречиями с учением Карла Маркса и неприятием социализма. Один из наиболее выдающихся представителей данного направления экономической мысли нобелевский лауреат Ф. фон Хайек в своей работе «Дорога к рабству» ставит знак равенства между коммунистической советской и национал-социалистической системами. В отличие от своих коллег Шумпетер наряду с критикой марксизма указывает и на его положительные черты. Несмотря на это, книга «Капитализм, социализм и демократия», первая часть которой посвящена разбору учения Маркса, в СССР была доступна лишь в закрытых для широкой публики т. н. «специальных хранилищах» библиотек.
В первой главе «Маркс — пророк», Шумпетер называет марксизм религией, указывает, что автор «Капитала» дал «миллионам человеческих сердец» учение о социалистическом рае уже при жизни. Для людей, которые лишились религии, новое направление стало лучом света и смыслом жизни. Успех марксизма, являющегося подделкой под религию или карикатурой на неё, обусловлен тем, что он облечён в одежду научного анализа в соответствии с рационалистическими тенденциями эпохи:

Заметьте, с каким чрезвычайным искусством здесь удалось соединить иррациональные чаяния страждущих, которые, лишившись религии, бродили во тьме подобно бездомным собакам, с неизбежными для того времени рационалистическими и материалистическими тенденциями, сторонники которых не признали бы ни одного утверждения, не подкреплённого научным или псевдонаучным доказательством.— 
В «Истории экономического анализа» Шумпетер оценивает Маркса только как социолога и экономиста, разбив его «вероучение» на «куски», которые делятся на социологическую и экономическую группы. Социологические «куски» содержат вклады в науку первостепенной важности, такие как «экономическая интерпретация истории». Но остальная часть социологии Маркса не нова и не оригинальна, а заимствована из радикальной литературы своего времени. С точки зрения истории экономической мысли Маркс должен рассматриваться как экономист-классик, представитель группы рикардианцев, его оригинальность заключается в эволюционном подходе к экономике, поиске механизмов изменений. Маркс — очень многословный, часто повторяющийся автор, за исключением первого тома «Капитала», его теоретические труды крайне неполно отражают его аргументацию, так что невозможно выделить наиболее важные положения. При чтении работ Маркса требуется отделять науку от идеологии:

…читатель, стремящийся не только к получению первоначальных знаний, но и к достижению иных целей, должен, конечно, научиться отличать факты и логически корректную аргументацию от идеологических миражей. Маркс сам нам в этом поможет: иногда, отчасти осознавая своё идеологическое заблуждение и всё же защищая свою идеологию, его язвительная риторика достигает высшей точки, и это обычно происходит там, где допускается ошибочная аргументация.— 

## Отношение к революции в России
Спор в венском кафе «Ландман» в 1918 г. разгорелся во время встречи немецкого социолога Макса Вебера с австрийским экономистом Йозефом Шумпетером и известным венским банкиром Феликсом Зомари; последнему, кстати, мы и обязаны ценнейшим свидетельством об этом споре. Речь зашла о русской революции. Й. Шумпетер радостно заявил, что социализм наконец перестал быть «бумажной дискуссией» и теперь будет вынужден доказывать свою жизнеспособность. М. Вебер возразил, что попытка ввести социализм в России, учитывая уровень её экономического развития, есть, по сути дела, преступление и закончится катастрофой. По воспоминаниям Ф. Зомари, Й. Шумпетер холодно заметил, что это вполне может случиться, но что Россия представляет собой «прекрасную лабораторию». В ответ М. Вебер взорвался: «Лабораторию с горой трупов». Й. Шумпетер сказал: «Как и любой анатомический театр».— 

## Смерть
Умер Шумпетер в 1950 году в небольшом городке в штате Коннектикут.

## Память
В 1986 году создано международное экономическое общество, названное в честь Й. Шумпетера. Именем учёного названа аллея в Бонне, городе в котором он преподавал.
В 2004 году в доме, где родился экономист (в городке Тршешть) президентом Чехии В. Клаусом был открыт Музей Шумпетера (Rodný dům J. A. Schumpetera).
В 2009 году издание The Economist назвало в честь Й. Шумпетера одну из своих колонок, в которой обсуждаются вопросы бизнеса и менеджмента.
В 2010 году в России открыт проект серии международных научно-практических конференций «Шумпетеровские чтения» (г. Пермь) под руководством заведующего кафедрой Пермского национального исследовательского политехнического университета профессора А. В. Молодчика. Среди участников чтений академик РАН А. И. Татаркин, член-корреспондент РАН Е. В. Попов, ведущий научный сотрудник Института экономики РАН О. С. Сухарев.